# Bodzianske Lúky
Bodzianske Lúky és un poble i municipi d'Eslovàquia que es troba a la regió de Nitra, al sud-oest del país. El 2021 tenia 184 habitants.

## Demografia
| Godina             | 1994 | 2004    | 2014    | 2024   |
| ------------------ | ---- | ------- | ------- | ------ |
| Nombre de persones | 255  | 223     | 191     | 177    |
| Diferència         |      | −12,54% | −14,34% | −7,32% |

| Godina             | 2023 | 2024   |
| ------------------ | ---- | ------ |
| Nombre de persones | 175  | 177    |
| Diferència         |      | +1,14% |